# Кийор

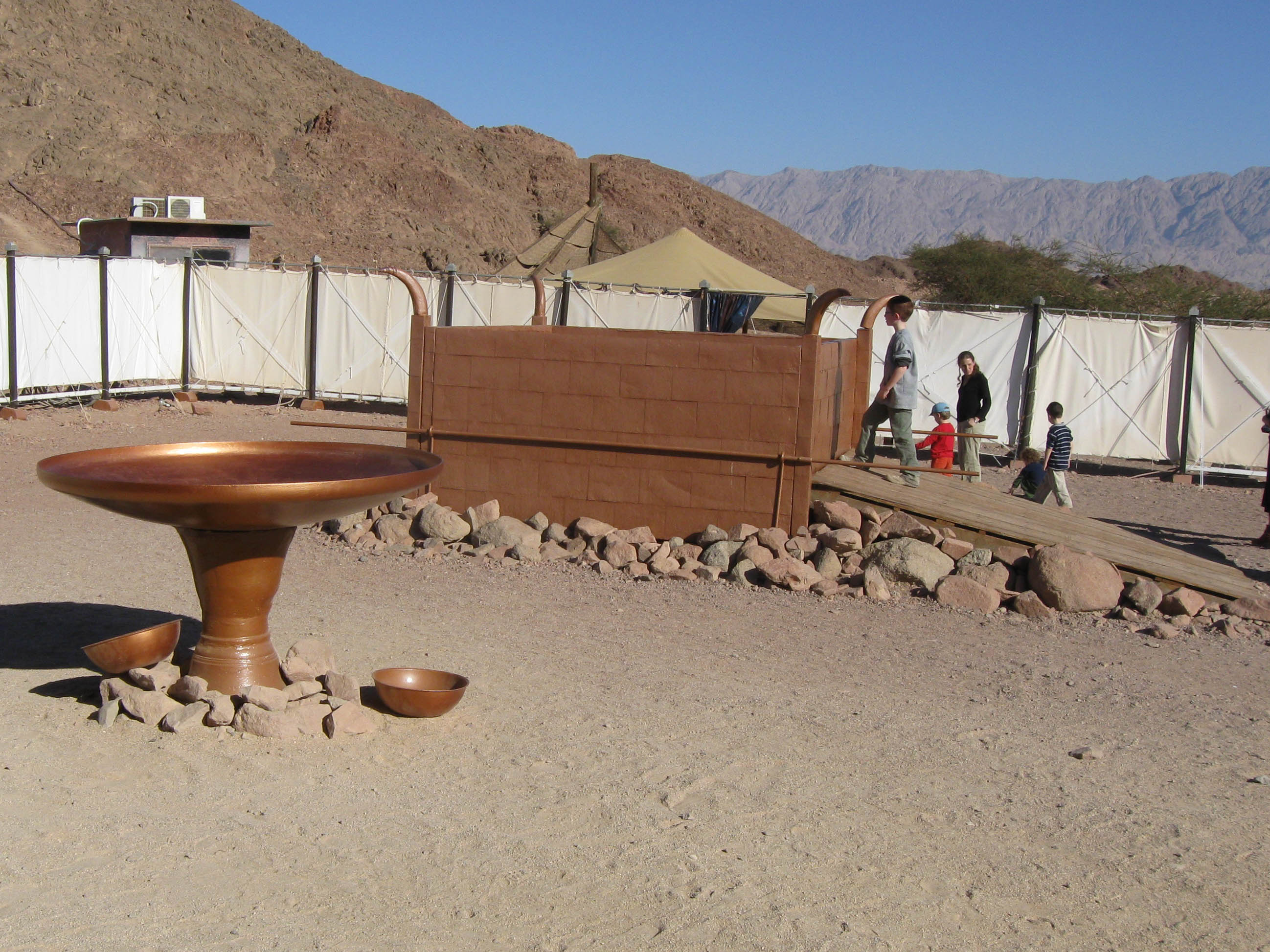
Реконструкция скинии

Кийор (ивр. כיור‎) — медный умывальник, один из предметов утвари, который применялся в древнееврейских церемониях. Как выглядел кийор, неизвестно. Слово «кийор» встречается в Библии 23 раза и обозначает некий круглый предмет. Умывальник наполняли водой, и Аарон с сыновьями должны были омывать в нем руки и ноги, прежде чем идти для служения в скинию или к жертвеннику (Исх. 30:17-21).
Из Библии слово перешло в современный иврит и аналогично по значению русскому слову «раковина».